# アズネーフチ (油槽船)
アズネーフチ(ロシア語:Азнефтьアズニェーフチ)は、ソ連時代に使用された商用タンカー（油槽船）である。船名は「アゼルバイジャン石油」を意味する。ロシア帝国時代に建造が始められた軽巡洋艦を改装して建造された。

## 概要
アズネーフチは、元はロシア帝国時代にスヴェトラーナ級軽巡洋艦の4番艦として起工された軽巡洋艦アドミラール・グレーイク(Адмирал Грейг)という艦名であった。
艦名の由来となった人物は、イギリス海軍出身でロシア帝国海軍大将にまでなったサムイール・カルローヴィチ・グレーイク(サミュエル・グレイグ；1737年 - 1788年)に由来する。グレイグは、1764年に帝国海軍へ大佐として入隊し、すぐにフリゲート・スヴャトーイ・セールギイ(Св. Сергий)及び戦列艦トリョーフ・イエラールホフ(Трех Иерархов)の指揮官に任命された。特に1770年6月26日にチェシュメ湾(チェスマー湾)で行われたチェシュメの戦い(チェスマーの戦い)では、オスマン帝国艦隊の焼き討ちに功を上げた。また、1788年にはバルト艦隊を率いてスウェーデンの艦隊をゴトランドの戦いで破っている。
本艦は第一次世界大戦の前年の1913年に起工された。しかしその後の建造はロシア革命やその後のロシア内戦の影響で遅れ、最終的に軍艦としての完成は断念された。残った船体は1926年にディーゼル燃料のタンカーに改装されることになった。名称もアズネーフチと改められ、正式な民間船舶として登録された。同様の経緯で改装されグロズネーフチと改称された姉妹艦アドミラール・スピリードフとともに、アズネーフチはレニングラートの企業エレクトロラジオアフトマーチカ(ERA)の所有船となり、高速力を生かしたタンカーとして運用された。
しかし、1937年12月23日にトゥアプセ(ロシア南部黒海沿岸の町)の沖合い停泊地において強烈な時化に遭った。この際、押し寄せる波によって錨から船体が捥ぎ取られ防波堤壁へと打ち付けられた。その衝撃で二箇所に致命的な破壊が生じ、アズネーフチは完全に現役を退かざるを得なくなった。